# Ђиси (Италија)
Ђиси (итал. Gissi) је насеље у Италији у округу Кјети, региону Абруцо.
Према процени из 2011. у насељу је живело 1881 становника. Насеље се налази на надморској висини од 489 м.

## Становништво
| 1931. | 1936. | 1951. | 1961. | 1971. | 1981. | 1991. | 2001. | 2011. |
| ----- | ----- | ----- | ----- | ----- | ----- | ----- | ----- | ----- |
| 4.217 | 4.166 | 4.069 | 3.548 | 2.980 | 3.217 | 3.314 | 3.088 | 2.935 |